# 플로린 스테트하이머
플로린 스테트하이머(Florine Stettheimer, 1871년 8월 19일~1944년 5월 11일)는 미국의 모더니즘 화가이다. 그녀는 페미니스트이기도 했으며 무대 디자이너, 시인, 미술 비평가이기도 하다.

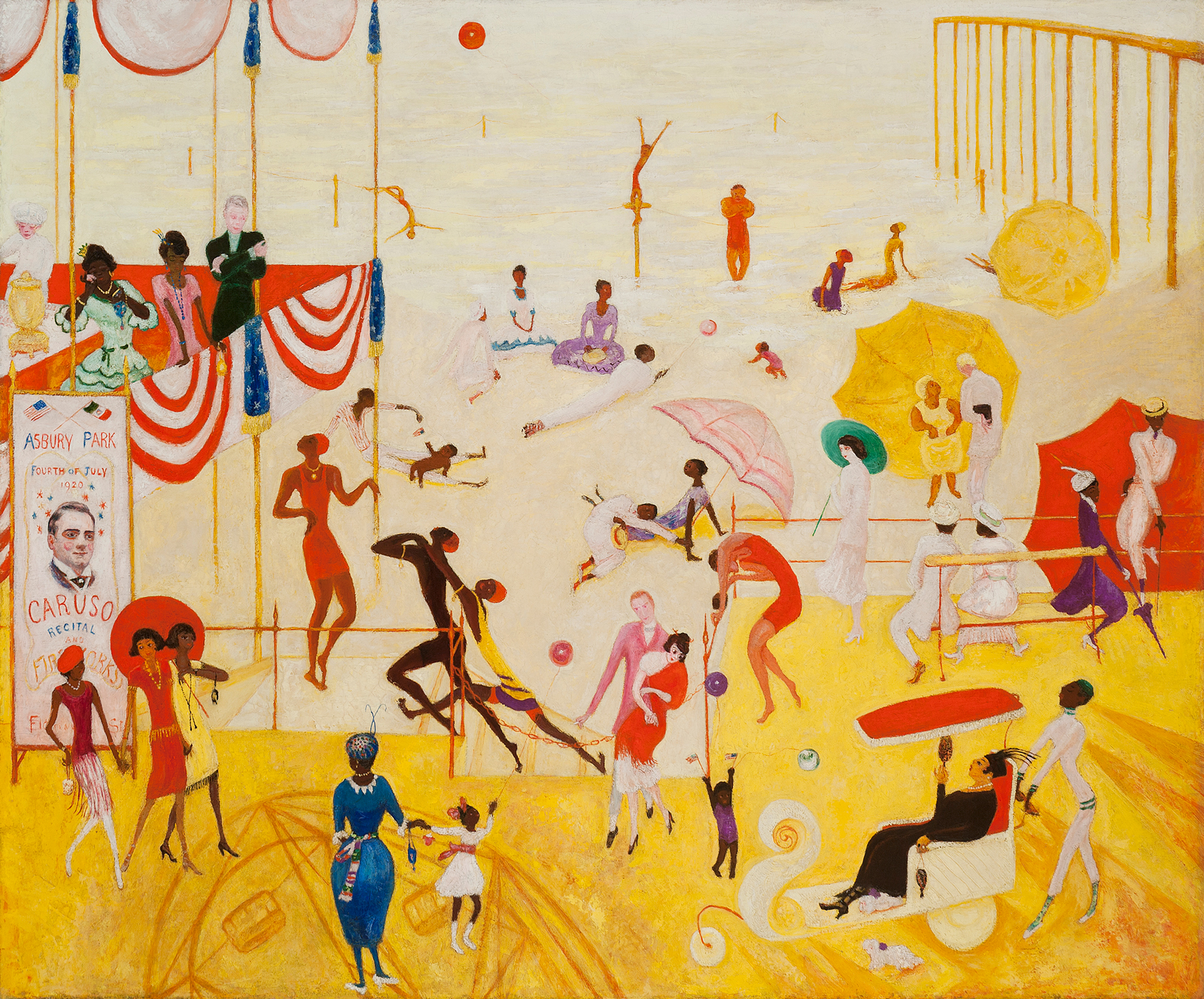
Asbury Park, 캔버스에 유채 (1920)

스테트하이머는 그녀의 친구와 가족, 뉴욕에서의 경험 등을 그린 여성스럽고 연극의 느낌이 나는 그림 스타일을 개발했으며 인종과 성적 취향에 대한 논란을 묘사한 최초의 페미니스트 누드 자화상과 그림을 그렸다. 또한 그녀와 그녀의 자매들은 아방가르드 회원들의 관심을 끌었던 살롱을 운영했다. 1930년대 중반, 스테트하이머는 거트루드 스타인과 버질 톰슨의 아방가르드 스타일의 오페라인 《3역의 4명의 성자들》(Four Saints in Three Acts)의 무대 디자인과 의상을 제작했다. 또한 그녀는 브로드웨이, 월스트리트, 5번가, 뉴욕의 3대 미술관(근대미술관 (뉴욕), 메트로폴리탄 미술관, 휘트니 미술관) 등 뉴욕의 "대성당"을 묘사한 네 개의 기념비적인 작품으로 가장 잘 알려져 있다.
스테트하이머는 죽기 전 까지 뉴욕과 파리의 40개 이상의 박물관 전시회와 살롱에서 자신의 그림을 전시했다.